# Beppe Severgnini
Giuseppe Severgnini, detto Beppe (Crema, 26 dicembre 1956), è un giornalista, saggista, opinionista e conduttore televisivo italiano.
È editorialista del Corriere della Sera, quotidiano per il quale lavora dal 1995 e per cui ha creato il blog/forum Italians, ha diretto il settimanale 7-Sette e ha ricoperto la carica di vicedirettore. È stato corrispondente in Italia per The Economist dal 1996 al 2003 e opinionista per The New York Times dal 2013 al 2021.

## Biografia

### Attività giornalistica
Figlio di un notaio, Angelo Severgnini (1917-2016), e di Carla Tonghini (1929-1997), dopo gli studi a Crema, dove consegue il diploma di maturità classica presso il Liceo classico Alessandro Racchetti nel 1975, e prima della laurea in Giurisprudenza, con tesi in diritto internazionale, presso l'Università degli Studi di Pavia, scrive i primi articoli per il quotidiano La Provincia di Cremona e svolge un tirocinio a Bruxelles presso la Commissione della Comunità europea (1979/80). Nel 1981 comincia a lavorare per Il Giornale, reclutato da Indro Montanelli. All'età di ventisette anni viene inviato come corrispondente a Londra. Negli anni della crisi del regime comunista, tra il 1988 e il 1992, è inviato da vari Paesi di Europa dell'Est e Asia, comprese Russia e Cina. Dopo aver lasciato il Giornale e aver seguito Montanelli a La Voce nel 1994, si trasferisce come corrispondente dagli USA a Washington.
Con la fine dell'esperienza de La Voce approda nel 1995 al Corriere della Sera. Il 3 dicembre 1998 apre il blog Italians, e dal 2001 tiene sul quotidiano l'omonima rubrica settimanale. Severgnini istituisce la tradizione delle Pizze Italians, incontri conviviali tenuti in 104 città di cinque continenti dal 1999 al 2010. Nel 2005 è protagonista, insieme ai colleghi Marco Pratellesi e Giovanni Angeli, del lancio della nuova versione del sito del Corriere della Sera; nel 2011 crea la rubrica animata Tre minuti, una parola; nel 2019 la videorubrica Fotosintesi; nel 2021 il podcast RadioItalians.
Appassionato di calcio e grande tifoso dell'Inter, dal 2001 al 2011 collabora a La Gazzetta dello Sport  con alcune rubriche, tra cui "Sportitalians".
In parallelo all'attività giornalistica italiana, collabora regolarmente con alcune testate internazionali, in qualità di commentatore in lingua inglese. Tra il 1991 e il 1993 scrive per The European e The Sunday Times. Nel 1993 si trasferisce a Londra per lavorare nella redazione centrale di The Economist, per cui è poi corrispondente dall'Italia (dal 1996 al 2003). Dal 2010 al 2011 scrive alcuni op-ed per il Financial Times e dal 2013 al 2021 è opinion writer per The New York Times

### Attività letteraria
Severgnini è autore di libri, quasi tutti editi da Rizzoli, nei quali affronta temi interculturali, sociali, politici, linguistici e di costume.
Dopo una raccolta di articoli pubblicata a Crema nel 1981, intitolata Parlar sul serio, Beppe Severgnini trova ispirazione nell'esperienza britannica e pubblica Inglesi (1990) e L'inglese. Lezioni semiserie (1992), in cui affronta il tema del carattere, della cultura e della lingua inglese, seguiti da Italiani con valigia (1993): nato come un resoconto dell'esperienza come inviato, si trasforma in uno studio sui comportamenti dei connazionali in viaggio.
Un italiano in America (1995) è il tentativo di spiegare la cultura degli USA attraverso il racconto di un anno vissuto con la famiglia a Washington DC, nel quartiere di Georgetown. Tradotto da Giles Watson e pubblicato da Doubleday con il titolo Ciao, America (2002, ISBN 9780767912358), diventa un national bestseller negli USA. Poco noto e mai ristampato è il volume illustrato Confronti (1996). In Italiani si diventa, uscito nel 1998, Severgnini racconta l'infanzia e la gioventù, legando la storia personale alla storia sociale dell'Italia; il libro è stato ripubblicato nel 2015, con una nuova introduzione e cinque nuovi capitoli.
Manuale dell'imperfetto viaggiatore (2000), Manuale dell'uomo domestico (2002) e Manuale dell'imperfetto sportivo (2003) sono raccolte tratte dalla sua attività giornalistica.
La passione per l'Inter lo porta a scrivere Interismi (2002), Altri interismi (2003) e Tripli interismi (2007). Nel 2010 esce Eurointerismi, opera in cui Severgnini celebra il primo e finora unico triplete (scudetto, Coppa Italia e Champions League) di una squadra italiana. Nel 2019 esce Infiniti interismi, raccolta di tutti gli scritti di Severgnini riguardanti la squadra nerazzurra. Nel 2020 una edizione Audible aggiornata, dal titolo Interismi 2000 - 2020. Nel 2021, per festeggiare il 19º scudetto, arriva Inter nos, e nel 2024 esce Interstellar, per celebrare il 20º scudetto e la conquista della seconda stella.
Nel 2005 esce La testa degli italiani, una sorta di guida al carattere nazionale. La traduzione inglese del libro (ad opera di Giles Watson), pubblicata dall'editore Doubleday nel 2006 negli USA, diventa un New York Times Bestseller. Il libro viene poi tradotto in altre quattordici lingue, tra cui francese, tedesco, spagnolo, portoghese, cinese, russo, arabo e vietnamita.
Nel 2007 esce L'italiano. Lezioni semiserie, in cui l'autore suggerisce con ironia regole per migliorare la propria scrittura. In occasione del decennale del suo blog Italians, Severgnini presenta Italians. Il giro del mondo in 80 pizze, in cui racconta la nuova emigrazione professionale italiana.
Nel 2010 esce La pancia degli italiani. Berlusconi spiegato ai posteri, in cui l'autore individua in dieci «fattori» l'impatto della proposta berlusconiana. Il libro nasce da una lezione tenuta da Severgnini alla London School of Economics sulla longevità politica di «Mister B.», alias con il quale viene indicato Silvio Berlusconi. Il libro, disponibile anche in versione accresciuta (con link a immagini e video) nei formati eBook e PDF,  nel 2011 viene pubblicato negli USA con il titolo Mamma mia! Berlusconi Explained for Posterity and Friends Abroad. Una nuova edizione di La pancia degli italiani viene pubblicata nel 2023.
Nel 2012 esce Italiani di domani, in cui l'autore indica «otto porte verso il futuro» per la generazione dei Millennials.  Nel 2014 è la volta di La vita è un viaggio, una raccolta di saggi basate su venti parole (da «Atlante» a «Sipario»). Il libro raggiunge la vetta della classifica di vendita in Italia.
Nel 2015 è il turno di Signori si cambia. I viaggi aiutano a pensare che raccoglie i racconti ferroviari dell'autore, in quattro continenti. Nel 2019 il libro esce negli USA per Berkley/Penguin con il titolo Off the Rails - A Train Trip Through Life (ISBN 9781592408726), tradotto da Anthony Shugaar, e comprende il racconto del viaggio di nozze in Transiberiana (1986), l'ultima estate del comunismo vista da un treno (1989) e un viaggio Napoli-Londra con (una statuetta di) Donald Trump (2017).
Alcuni di questi viaggi sono ispirati da una proposta del Goethe Institut nel 2010: un viaggio in treno da Berlino a Palermo con il giornalista e scrittore tedesco Mark Spörrle. Le impressioni dei due autori sono pubblicate su un blog e riprese in una serie di video. Nel 2011, sempre su proposta del Goethe Institut e con la collaborazione di Corriere TV, i due giornalisti intraprendono un viaggio attraverso i binari d'Europa, partendo da Mosca e arrivando a Lisbona. Nel 2012, con Karl Hoffman, Severgnini attraversa in treno gli Stati Uniti d'America da Portland (Maine) a Portland (Oregon), realizzando una striscia quotidiana su Corriere TV e un programma televisivo per La7 (Atlantico-Pacifico).
Nel 2018 esce Italiani si rimane, una narrazione che ripercorre la carriera giornalistica e letteraria dell'autore, cercando di trarre insegnamenti utili per il lettore. Nel 2019 esce una edizione aggiornata con una nuova introduzione ("Sei cose che ho imparato dal lavoro").

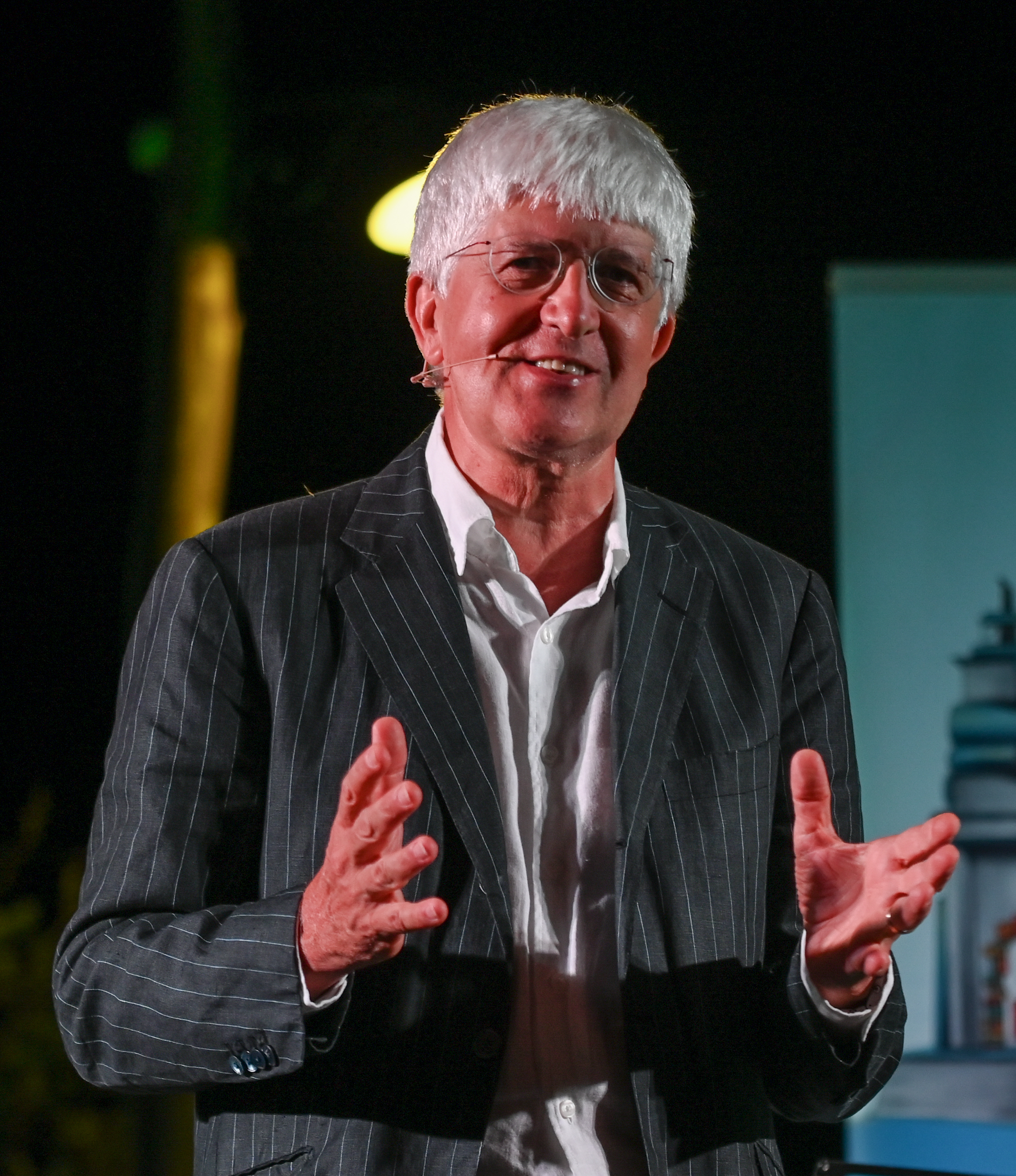
Beppe Severgnini al Festival Culturale Liberevento (2021)

Nel 2020 arriva Neoitaliani (Rizzoli), un nuovo ritratto nazionale. Il libro ruota su "50 motivi per essere italiani", che coprono tutti gli aspetti della nostra convivenza. Il 3 maggio 2022 è stato pubblicato negli USA (Vintage, PenguinRandomHouse) con il titolo Italian Lessons (ISBN 9780593315637).
Nel 2022 esce Un italiano, una conversazione con Francesco Paolo Figliuolo, Commissario straordinario per l'emergenza Covid-19.

### Attività televisiva
Dopo le prime esperienze televisive per BBC 2 e Channel 4 in Gran Bretagna negli anni Novanta, Beppe Severgnini ha ideato e condotto il programma Italians, cioè italiani (1997) per Rai International e Rai 3, accogliendo una proposta di Renzo Arbore: una serie di trenta interviste agli italiani più conosciuti nel mondo (da Umberto Eco a Dario Fo, da Roberto Baggio ad Alberto Tomba, da Gina Lollobrigida a Monica Bellucci, da Aldo Rossi a Gae Aulenti). Nel 2001 e 2002, sempre per Rai 3, Severgnini ha condotto Luoghi Comuni. Un viaggio in Italia.
Nel 2004 inizia la collaborazione con Sky TG24. Per il nuovo canale satellitare conduce Severgnini alle 10, un programma di interviste a personaggi del mondo dell'informazione e dei media, Zona Severgnini e America 2008. Per Sky Sport segue i mondiali di calcio del 2006 in Germania. Nel 2011 apre le puntate di Le invasioni barbariche con Daria Bignardi.
Tra il 2015 e il 2016 conduce, in prima serata su Rai 3, il programma L'erba dei vicini, confronti tra l'Italia e i grandi paesi europei, gli USA e la Cina.
Dal 2011 è un commentatore fisso di Otto e mezzo su LA7, condotto da Lilli Gruber.

### Attività radiofonica e audiolibri
Dopo diverse collaborazioni con BBC Radio 4 e BBC World Service, nel 2000 ha curato e condotto per Rai Radio 2 Inglese perfetto, naturalmente con Lella Costa, ha collaborato con Atlantis e ha condotto più volte la rubrica Prima pagina per Rai Radio Tre.  Per Radio 24 ha inaugurato nel 2003 il programma preserale L'Utopista. Dal 2007 al 2014 è stato opinionista in vari programmi di Radio Monte Carlo. Nel 2016/17 ha creato per Virgin Radio il programma del mattino Rock & Talk con Massimo Cotto, Maurizio Faulisi (Dr Feelgood) e Stefania Chiale. Dal 2023 ha iniziato una collaborazione con RTL 102.5 (Severgnini alle 8, con Luigi Santarelli).

### Attività teatrale
Il libro La vita è un viaggio (2014) è ispirazione per l'omonimo spettacolo teatrale che impegna Severgnini, insieme a Marta Rizi (attrice) e Elisabetta Spada/Kiss & Drive (musicista). La trama racconta l'incontro di tre persone, di età ed esperienze diverse, costrette a trascorrere la notte insieme in un aeroporto chiuso per sciopero dei voli. L'esordio è al Festival della letteratura di Mantova (5 settembre 2014), cui segue una tournée di cinquanta date, che dal 2014 al 2016 tocca una trentina di città italiane e Bruxelles.
Dal libro Signori, si cambia (2015) è tratta una messa in scena musicale (La lingua misteriosa dei binari), presentata nel 2017 al Festival della Comunicazione di Camogli e al Festival internazionale del giornalismo a Perugia (con la cantante Simona Bondanza e i pianisti Alessandro Collina e Alex Trebo). L'autobiografia Italiani si rimane  (2018) ha portato, nel 2019, Diario sentimentale di un giornalista (alla consolle Serena Del Fiore). Da Neoitaliani (2020) è nata Una stranissima primavera, in collaborazione con il pianista e cantante Carlo Fava. Nel 2021 Severgnini ha portato sul palco La cura delle parole, che ha aperto al Teatro Franco Parenti. Al Festival della Comunicazione 2022 ha esordito Lo zen e l'arte della manutenzione dei social, con Carlo Fava.

### Attività accademica

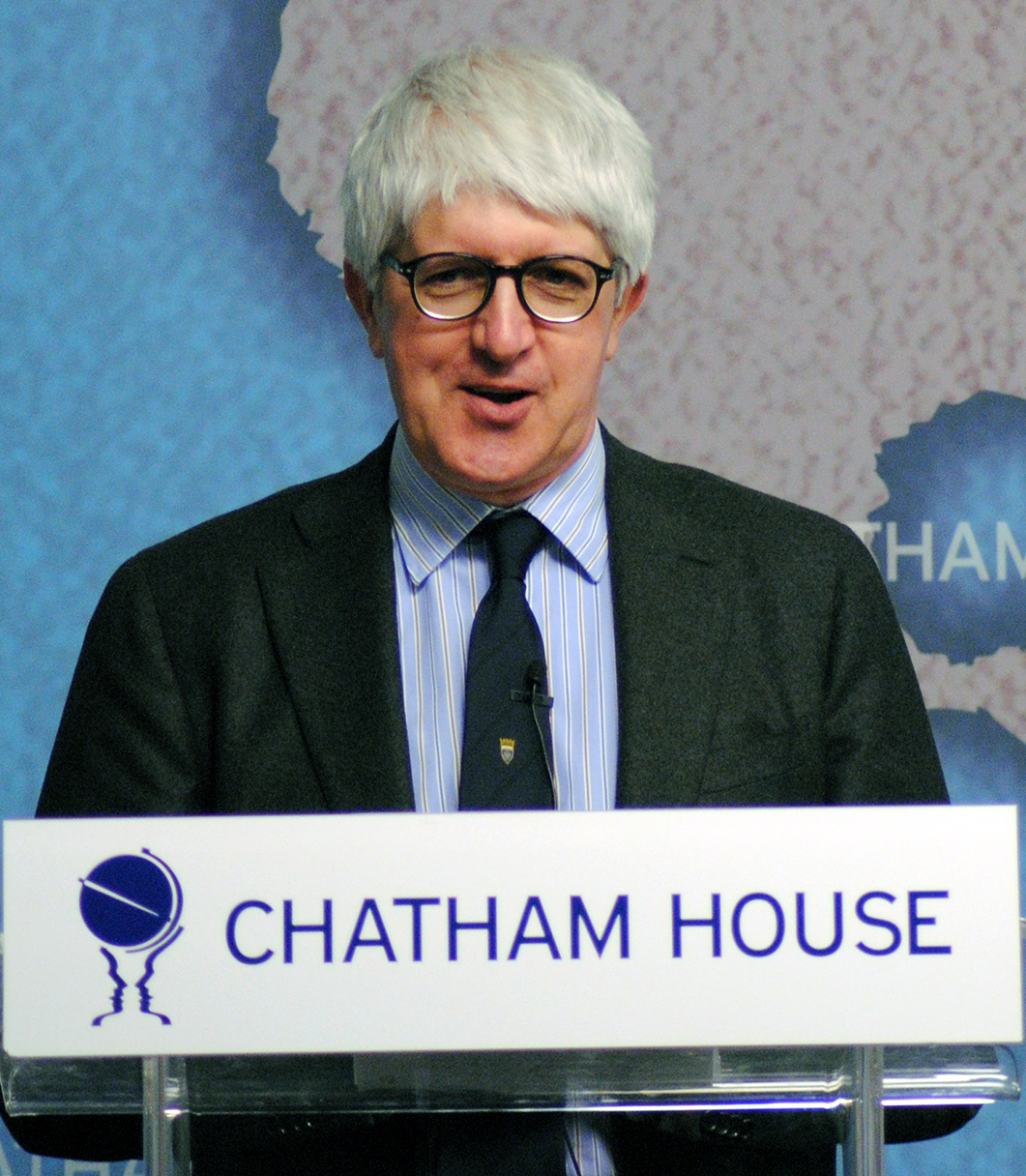
Beppe Severgnini in un intervento sulle elezioni in Italia alla Chatham House (2013)

Ha insegnato all'Università di Parma (1998), all'università di Pavia (2002) e alla Bocconi di Milano (2003 e 2006). Nel 2006 ha tenuto un ciclo di lezioni al Middlebury College, Vermont. È stato invitato al Massachusetts Institute of Technology come Research Fellow / Writer in Residence (2009). Nel 2009 ha sostenuto, all'interno delle attività dell'Università di Pavia, l'avvio del progetto Pavia Archivi Digitali, finalizzato alla conservazione e allo studio degli archivi digitali nativi di personalità della cultura contemporanea.
Nel 2013 è stato Isaiah Berlin Visiting Scholar a Oxford e Visiting Fellow a Ca' Foscari (Venezia). Dal 2009 al 2019 ha insegnato alla scuola di giornalismo "Walter Tobagi" dell'Università degli Studi di Milano. Nel 2021 è stato Visiting Lecturer al Politecnico di Milano. Nel 2022 e nel 2024 è tornato a insegnare all'Università di Pavia, tenendo due corsi presso il Collegio Ghislieri.

## Vita privata
È sposato con Ortensia Marazzi, discendente di Fortunato Marazzi e membro del Consiglio di amministrazione della Fondazione ABIO, con la quale ha un figlio.
Ha giocato nell'Osvaldo Soriano Football Club, la nazionale italiana di calcio degli scrittori, e dal 2008 è presidente dell'Inter Club di Kabul.
È socio del Reform Club di Londra dal 1986, testimone per ABIO (Associazione per il Bambino in Ospedale) e cattolico praticante.

## Posizioni politiche
Severgnini si definisce un liberale progressista; si è dichiarato a favore del DDL Zan ed è stato sostenitore di Matteo Renzi e del suo governo. In vista delle elezioni politiche del 2013 si è scritto che Renzi avrebbe proposto a Severgnini la candidatura tra le file del Partito Democratico, candidatura che il giornalista ha rifiutato, come rivelato anche da Ferruccio de Bortoli, direttore di Severgnini al Corriere della Sera.
Severgnini si è espresso duramente contro la Brexit (il processo d'uscita del Regno Unito dall'UE) ed è stato molto critico verso Donald Trump in occasione delle elezioni presidenziali statunitensi del 2016.

## Premi
- Premiolino 1989 (per i servizi da piazza Tienanmen, Pechino)
- Premio Insud 1990
- Premio Rhegium Iulii 1993
- Palma d'oro Letteratura Umoristica Bordighera 1998
- Premio Satira Politica Forte dei Marmi 1999
- Premio Caravella Luciano Cirri 2001
- Premio Fregene 2001 (per il blog Italians)
- Premio Iglesias 2004
- Premio Estense Gianni Granzotto 2004
- European Journalist of the Year (Bruxelles) 2004
- Transatlantic Award (American Chamber of Commerce in Italy) 2006
- Medaglia d'oro Società Dante Alighieri 2007
- Premio Val di Sole 2008
- Premio Gianni Brera 2010
- Premio Navicella Sardegna 2010
- Premio Cesco Tomaselli 2010
- Premio Andrea Fortunato 2011
- Premio Mario Borsa 2011
- Twitter Awards #TA12 Miglior giornalista dell'anno 2012
- Blogfest Twitter Italian Award #MIA2012
- Premio Amerigo 2012
- Premio Cesare Pavese 2013
- Premio Elsa Morante 2014
- Premio Eugenio Montale / Fuori di casa 2016
- Premio Ennio Flaiano 2017 (per il programma Rock&Talk, Virgin Radio)
- Premio Ferrari "Copertina dell'anno" 2018 (per il settimale "7", Corriere della Sera)
- Premio Pietro Calabrese 2019
- Premio Città di Arona 2020
- Premio Li Omini Boni Vinci (Firenze) 2020
- Premio Gentile da Fabriano 2021
- Premio Castelsardo 2021
- Premio "Giornalista dell'anno" 2022 Associazione Nazionale Alpini (per "Un Italiano", scritto con F.P. Figliuolo)
- Premio Lamarmora, Cagliari 2022
- Premio Giornalismo Etico, XIII ed. Festival sul Giornalismo d'Inchiesta delle Marche 2024

## Onorificenze
Nel settembre 2001 la regina d'Inghilterra, Elisabetta II, gli ha conferito il titolo di Officer (of the Order) of British Empire, nel 2010 è stato nominato "Benemerito di Polonia" e nel 2011 il Presidente della Repubblica Giorgio Napolitano lo ha insignito dell'onorificenza di Commendatore della Repubblica.
Nel 2004 è stato scelto come European Journalist of the Year, un tradizionale riconoscimento assegnato a Bruxelles dai lettori del settimanale belga European voice; nel 1998 e 2011 è stato scelto come "laureato dell'anno" e ha ricevuto la medaglia teresiana dall'Università degli Studi di Pavia.

## Opere

### Libri
- Parlar sul Serio. Storie di Crema, 1979-1981, Crema, Artigrafiche Leva, 1981.
- Inglesi. [Guida al regno della Thatcher], Prefazione di Indro Montanelli, Milano, Rizzoli, 1990, ISBN 88-17-84010-6; col sottotitolo in copertina [Ritratto di una non così perfida Albione], Milano, Rizzoli, 1992, ISBN 88-17-11582-7; 2000, ISBN 88-17-11870-2; edizione aggiornata 1990-2005, Milano, Collana BUR Saggi, Rizzoli, 2006, ISBN 88-17-11870-2.
- L'inglese. Lezioni semiserie, Milano, Rizzoli, 1992, ISBN 88-17-84165-X; 2010, ISBN 978-88-17-04484-4.
- Italiani con valigia, Milano, Rizzoli, 1993, ISBN 88-17-84264-8; nuova ed. accresciuta, Milano, SuperPocket, 1999, ISBN 88-462-0094-2; Milano, BUR, 2001, ISBN 88-17-12608-X. Premio Nazionale Rhegium Julii 1993 per la Saggistica[25]
- L'inglese. Nuove lezioni semiserie, Milano, BUR, 1994, ISBN 88-17-11871-0; nuova ed. accresciuta e aggiornata, Milano, SuperPocket, 1997, ISBN 88-462-0017-9.
- Un italiano in America, illustrazioni di Chris Riddell, Milano, Rizzoli, 1995, ISBN 88-17-84415-2; [Nuovo! Cinque anni dopo...], Milano, BUR, 2001. ISBN 88-17-12647-0.
- Confronti. Gli italiani e tutti gli altri, Milano, Rizzoli, 1996, ISBN 88-17-84501-9.
- Italiani si diventa, Milano, Rizzoli, 1998, ISBN 88-17-85261-9; nuova ed. accresciuta, 2000, ISBN 88-17-86575-3.
- Manuale dell'imperfetto viaggiatore, Milano, Rizzoli, 2000, ISBN 88-17-86361-0.
- Interismi. Il piacere di essere neroazzurri, Milano, Rizzoli, 2002, ISBN 88-17-11764-1.
- Manuale dell'uomo domestico, Milano, Rizzoli, 2002, ISBN 88-17-87104-4.
- Altri interismi. Un nuovo viaggio nel favoloso labirinto neroazzurro, Milano, Rizzoli, 2003, ISBN 88-17-10736-0.
- Manuale dell'imperfetto sportivo, Milano, Rizzoli, 2003, ISBN 88-17-00016-7.
- La testa degli italiani. Una visita guidata, Milano, Rizzoli, 2005, ISBN 88-17-00716-1.
- L'italiano. Lezioni semiserie, Milano, Rizzoli, 2007, ISBN 978-88-17-01311-6.
- Tripli interismi! Lieto fine di un romanzo neroazzurro, Milano, Rizzoli, 2007, ISBN 978-88-17-01820-3.
- Manuale del perfetto interista, Milano, Rizzoli, 2007, ISBN 978-88-17-01883-8; nuova ed. 2011, ISBN 978-88-17-04836-1.
- Italians. Il giro del mondo in 80 pizze, Milano, Rizzoli, 2008, ISBN 978-88-17-02600-0.
- Manuale dell'uomo normale, Milano, BUR, 2008, ISBN 978-88-17-02637-6.
- Manuale del perfetto turista, Milano, BUR extra, 2009, ISBN 978-88-17-03273-5.
- Imperfetto manuale di lingue, Milano, BUR extra, 2010, ISBN 978-88-17-04274-1.
- Eurointerismi. La gioia di essere neroazzurri, Milano, Rizzoli, 2010, ISBN 978-88-17-04495-0.
- La pancia degli italiani. Berlusconi spiegato ai posteri, Milano, Rizzoli, 2010, ISBN 978-88-17-04764-7; ed. aggiornata, Collana BestBur, Milano, BUR, 2011, ISBN 978-88-17-05058-6.
- Italiani di domani. Otto porte sul futuro, Milano, Rizzoli, 2012, ISBN 978-88-17-06373-9; 2013, ISBN 978-88-17-06779-9.
- Manuale dell'uomo di mondo. Con una nuova prefazione dell'autore, Milano, BUR, 2012, ISBN 978-88-17-05586-4. [Contiene: Inglesi, Un italiano in America, La testa degli italiani]
- La vita è un viaggio, Milano, Rizzoli, 2014, ISBN 978-88-17-07209-0.
- Signori, si cambia. In viaggio sui treni della vita, Milano, Rizzoli, 2015, ISBN 978-88-17-08499-4; col sottotitolo I viaggi aiutano a pensare, Milano, Rizzoli, 2016, ISBN 978-88-17-08923-4.
- Italiani si rimane, Milano, Solferino, 2018, ISBN 978-88-282-0007-9. - Con il nuovo capitolo: 6 lezioni che il lavoro mi ha insegnato, Collana BestBur, Milano, BUR-Rizzoli, 2019, ISBN 978-88-171-4340-0.
- Neoitaliani. Un manifesto. 50 motivi per essere italiani, Collana Saggi italiani, Milano, Rizzoli, 2020, ISBN 978-88-171-4738-5.
- Inter Nos. Interismi 2021, Milano, Solferino, 2021, ISBN 978-88-282-0762-7.
- Inter. Il nuovo secolo. 25 anni di epopea nerazzurra, Collana Saggi, Milano, Rizzoli, 2024, ISBN 978-88-171-9037-4.
- Interstellar, Collana Saggi italiani, Milano, Rizzoli, 2024, ISBN 978-88-171-9036-7.
- Socrate, Agata e il futuro. L'arte di invecchiare con filosofia, Collana Saggi italiani, Milano, Rizzoli, 2025, ISBN 978-88-171-7399-5.

### Audiolibri
- Italiani di domani, Roma, Emons Audiolibri, 2013
- La vita è un viaggio, Roma, Emons Audiolibri, 2014
- Italiani si rimane, Audible, 2019
- Italiani si diventa, Audible, 2019
- Signori, si cambia, Audible, 2019
- La testa degli italiani, Audible, 2019
- Un italiano in America, Audible, 2019
- Inglesi, Audible, 2019
- L'inglese. Lezioni semiserie, Audible, 2019 (lettura con Marta Rizi)
- L'italiano. Lezioni semiserie, Audible, 2019
- Italiani con valigia, Audible, 2020
- Italians, il giro del mondo in 80 pizze, Audible, 2020
- La pancia degli italiani, Audible, 2020
- Manuale dell'Uomo Domestico, Audible 2020
- Manuale dell'Uomo Sociale, Audible, 2020
- Neoitaliani, Audible, 2020
- Interismi 2000 - 2020. Un'antologia nerazzurra, Audible, 2021
- Inter Nos, Audible 2021